# Christie Laing
Christie Laing (Vancouver, 10 aprile 1985) è un'attrice canadese.

## Biografia
Nata in Canada, ha origini inglesi e del Belize. Prima di essere attrice, lavorava come hostess e aveva partecipato al concorso di bellezza Miss Richmond. Ha due sorelle, Nikki e Paige, è cresciuta con la danza, ma ha cambiato le sue priorità diventando attrice.

## Filmografia parziale

### Cinema
- 2gether (2000)
- Vado, vedo... vengo! - Un viaggio tutto curve (2004)
- Sudbury (2004)
- Scary Movie 4, regia di David Zucker (2006)
- Just a Phase (2006)
- Sea Beast (2008)
- The Mrs. Clause (2008)
- Tucker & Dale vs Evil (2010)
- Percy Jackson e gli dei dell'Olimpo - Il ladro di fulmini (2010)
- Un fantafilm - Devi crescere, Timmy Turner! (2011)
- Nearlyweds (2013)
- Window Wonderland (2013)
- June in January (2014)

### Televisione
- Freedom – serie TV (2000)
- Romeo! (2004)
- The Days – serie TV (2004)
- Dead Like Me (2004)
- Smallville – serie TV (2004-2006)
- Supernatural – serie TV (2005-2006)
- 4400 – serie TV (2005-2007)
- Whistler – serie TV (2007)
- Kyle XY – serie TV (2008)
- Fear Itself – serie TV (2008)
- The Assistants (2009)
- Human Target (2010)
- Il patto di Cenerentola (Lying to Be Perfect), regia di Gary Harvey – film TV (2010)
- Il ragazzo che gridava al lupo... Mannaro (The Boy Who Cried Werewolf), regia di Eric Bross – film TV (2010)
- Tower Prep (2010)
- Arrow – serie TV (2012-2013)
- Primeval: New World (2012)
- Emily Owens, M.D. (2013)
- Once Upon a Time – serie TV (2013-2015)
- UnREAL – serie TV (2015)
- Sì, lo voglio (Yes, I Do), regia di Christie Will Wolf - film TV (2018)

## Doppiatrici italiane
Nelle versioni in italiano delle opere in cui ha recitato, Christie Laing è stata doppiata da:
- Valeria Zazzaretta in Fear Itself, Tucker & Dale vs Evil
- Emanuela D'Amico in Arrow
- Perla Liberatori in C'era una volta